# Gerald von Wales

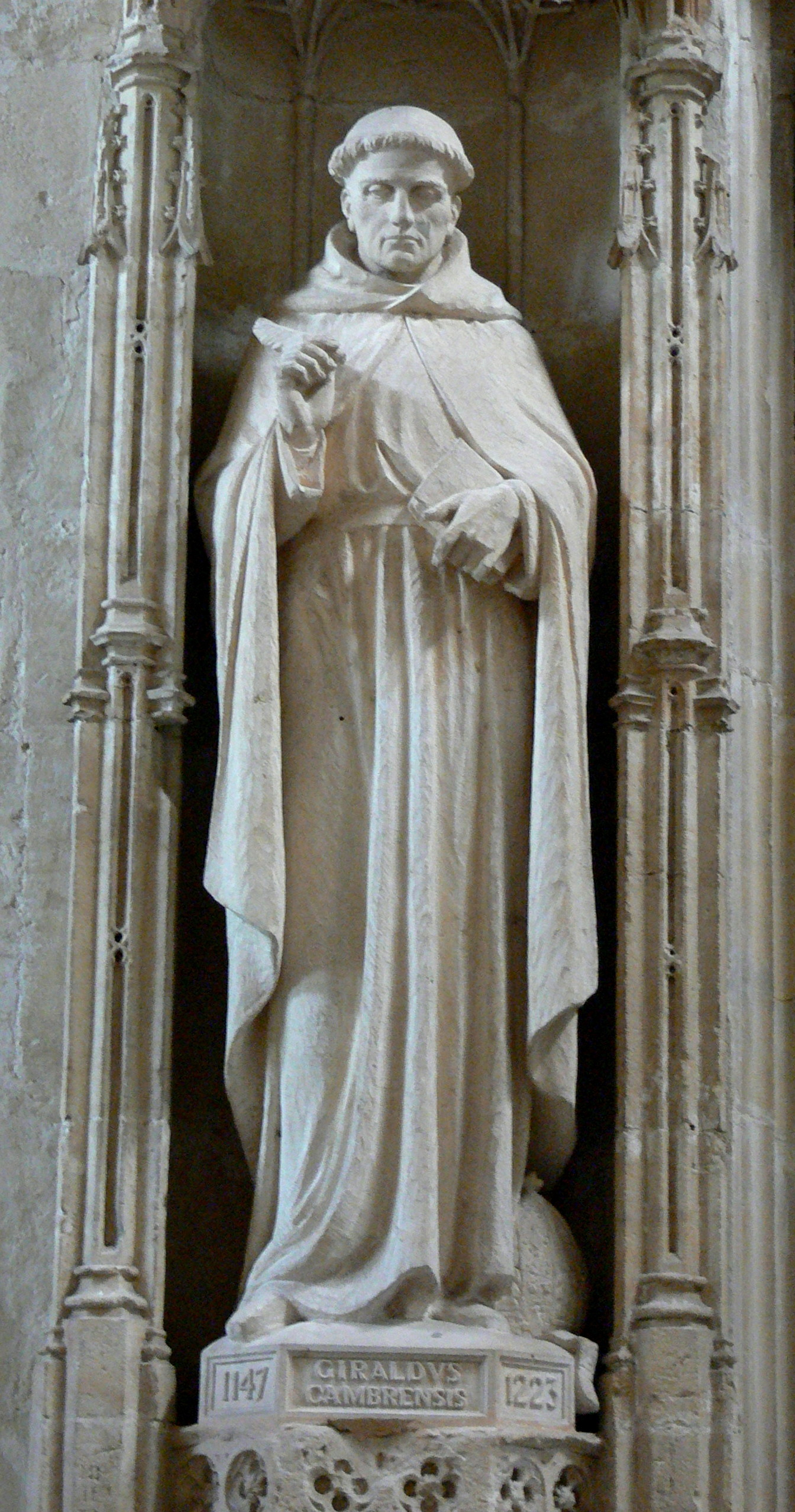
Giraldus Cambrensis, St.David´s Cathedral, Wales

Gerald von Wales (* 1146 in Manorbier Castle in Pembrokeshire; † 1223 in Lincoln), walisisch Gerallt Cymro, in latinisierter Form auch bekannt als Giraldus Cambrensis, war ein cambro-normannischer Adliger. Er war Archidiakon von Brecon, Schriftsteller, Diplomat, Kirchenpolitiker, Historiograph, Volkskundler und Dichter. Gerald war Zeitzeuge der normannischen Expansion nach Irland und mit vielen der frühen Invasoren verwandt.

## Leben
Er wurde auf Manobier Castle in Wales als Gerald de Barri geboren. Sein Vater war der anglonormannische Adlige William de Barri, seine Mutter war Anghared, eine Tochter der walisischen Prinzessin Nest ferch Rhys und ihres Mannes Gerald of Windsor, des Kastellans von Pembroke Castle. Als Neffe des Bischofs von St Davids genoss Gerald eine religiöse Erziehung in Gloucester und entschloss sich früh, eine Kirchenlaufbahn einzuschlagen. Deshalb begab sich zum Studium nach Paris. Erst im Jahr 1172 kehrte er vom Festland zurück und trat zunächst in die Dienste des Erzbischofs von Canterbury. Schließlich wurde er Archidiakon von Brecknock (heute Brecon/Wales). Er erhoffte sich, seinen Onkel David FitzGerald im Amt zu beerben, doch seine Promotion zum Bischof von St Davids schlug mehrfach fehl, was ihn immer wieder veranlasste, Wales zu verlassen, ja sogar nach Rom zu reisen, um an Papst Innozenz III. zu appellieren. Im Jahr 1176 ging Gerald nochmals für vier Jahre nach Paris, ein drittes Mal kurz vor 1190.
Trotz des genannten Rückschlags in der Karriere gab Gerald nicht auf: Er wurde im Jahre 1184 Kaplan König Heinrichs II. von England und dazu auserwählt, den Königssohn Johann Ohneland auf eine kriegerische Expedition nach Irland zu begleiten. Diese Mission, die zwei volle Jahre, bis 1186, dauerte, war der Ausgangspunkt seiner literarischen Karriere, denn Gerald verfasste nun erste Reiseberichte mit lokalhistorischen Beschreibungen. Die Berichte wurden im Jahr 1188 als Topographia Hibernica veröffentlicht.
Da er seine Nützlichkeit unter Beweis gestellt hatte, wurde Gerald im Jahr 1188 dazu ausersehen, den Erzbischof von Canterbury, Balduin von Exeter, auf eine neuerliche Pastoralreise, nunmehr durch Wales, zu begleiten. Diese Reise diente vornehmlich dazu, Teilnehmer für den Dritten Kreuzzug anzuwerben. Sein Bericht über diese Reise, das Itinerarium Cambriae aus dem Jahr 1191, wurde zu einem wertvollen historischen Dokument. Gerald vervollständigte sein Opus mit einem Bericht über König Heinrichs Eroberung von Irland (Expugnatio Hibernica). 
Als Kandidat des walisischen Adels bemühte sich Gerald 1198 erneut um den Episkopat von St. David, wohl in der Absicht, ein Erzbistum zu errichten und damit die Unabhängigkeit von Canterbury zu erreichen. Ohne ausreichende Unterstützung aus dem Königshause focht er die für ihn ungünstige Entscheidung Hubert Walters, des Erzbischofs von Canterbury, wiederholt an, gab aber schließlich nach vergeblichem Appell an den Papst auf und verbrachte ab 1203 den Rest seines Lebens mit akademischen Studien, wobei er Werke zur frommen Unterweisung und zur Diplomatie hervorbrachte.
In dieser Zeit versöhnte er sich sogar mit dem Königshaus, von dem er eine kleine Pension erhielt. Nach 1216 verliert sich seine Spur. Gerald von Wales verstarb 1223 in Lincoln.

## Werke
Gerald von Wales neigte zur anekdotischen Geschichtsschreibung, so dass der historiographische Wert seiner Schriften für heutige Maßstäbe etwas eingeschränkt bleibt. Seine Reiseberichte über Irland, die Expugnatio Hiberniae und die Topographia Hiberniae, und die über seine walisische Heimat, Descriptio Cambriae und das Itinerarium Cambriae, enthalten jedoch so viele lokalhistorische und folkloristische Details, dass sie für die Erforschung der britischen Alltagsgeschichte eine schier unerschöpfliche Fundgrube darstellen. Neben den genannten Hauptwerken verfasste Gerald auch autobiographische Arbeiten, Lebensbeschreibungen von bedeutsamen Kirchenmännern und Heiligen, pastorale Schriften, Briefe, Gedichte, Lieder und Abhandlungen über das Kirchenrecht. 
- Topographia Hibernica (1188)
- Expugnatio Hibernica (1189)
- Itinerarium Cambriae (1191)
- Descriptio Cambriae (1194)
- De instructione principis
- De rebus a se gestis
- De iure et statu Menevensis ecclesiae
- Gemma ecclesiastica
- Speculum ecclesiae
- Symbolum electorum
- Invectiones
- Retractationes
- Vita sancti Hugonis Lindensis
- Vita Galfridi archiepiscopi Eboracensis
- Vita sancti Ethelberti
- Vita sancti Remigii
- Vita sancti Davidii

 Verloren:
- Duorum speculum
- Vita sancti Karadoci
- De fidei fructu fideique defectu
- Cambriae mappa